# خافيير أوتيرو
خافيير أوتيرو هو لاعب كرة قدم إسباني وفنزويلي، ولد في 18 نوفمبر 2002 في كومانا في فنزويلا.